# Elektroencefalografie

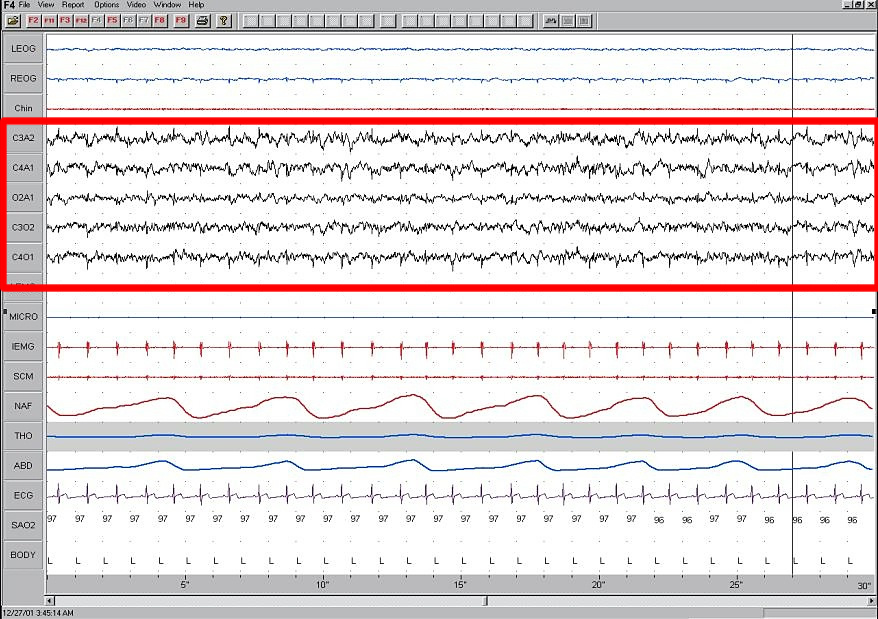
Záznam spícího člověka

Elektroencefalografie (zkráceně EEG) je metoda záznamu časové změny elektrického potenciálu způsobeného mozkovou aktivitou. Tento záznam je pořízen elektroencefalografem.

## EEG vyšetření
EEG je standardní neinvazivní metodou funkčního vyšetření elektrické aktivity centrálního nervového systému. Sumační signály z neuronů jsou snímány elektrodami z povrchu skalpu. Problémem je, že průchodem přes relativně málo vodivou lebku je amplituda signálu zeslabena na úroveň řádově desítek mikrovoltů. Vzhledem k tomu, že EEG signál vzniká jako důsledek vážené sumace aktivity extrémně vysokého množství neuronů, nejsme již v EEG signálu schopni odlišit jednotlivé akční potenciály buněk tak, jako např. v EMG. Typický průběh EEG má proto na první pohled dost nepravidelný a chaotický průběh, ve kterém jsme občas schopni zahlédnout vlny s určitou periodicitou.
Nejznámější je aktivita alfa s frekvencí cca 12 Hz, kterou sledujeme u dospělých v occipitální oblasti hlavy při zavřených očích. Pomalejší frekvence (theta a delta) mohou být v bdělém stavu u dospělých patologickým příznakem. Během spánku jsou naproti tomu identifikátorem různých spánkových stadií, čehož se využívá ve spánkových laboratořích; u dětí mohou být tyto frekvence měřítkem vyzrálosti CNS.
Pro rozmístění elektrod na povrchu lbi je standardně používán tzv. systém 10/20 (čti deset – dvacet), jehož název vznikl ze způsobu rozměření, kdy je obvod hlavy rozdělen na úseky po 10% a 20%. Analogickým způsobem probíhá rozměření ve zbývajících dvou kolmých rovinách, výsledkem něhož je síť bodů, připomínající průsečíky poledníků a rovnoběžek na zemském globu, podle které jsou pak umísťovány elektrody na standardní místa. Elektrody umístěné nejvíce vpředu nazýváme prefrontální, za nimi je rozmístěna řada elektrod frontálních, dále následují elektrody centrální, pak parietální a nejvíce vzadu jsou elektrody occipitální. Po stranách umísťujeme elektrody temporální.
U EEG se využívá obou základních zapojení elektrod, a to unipolárního i bipolárního. U bipolárního zapojení ještě rozlišujeme podle směru, kterými jsou vytvářeny řetězce, zapojení longitudinální (předo-zadní směr) a transversální (levo-pravý směr), případně jejich kombinace.

## EEG přístroj (elektroencefalograf)

### Diferenční zesilovač
Elektrické potenciály, snímané elektrodami, mají velmi nízkou amplitudu: u EEG jde o napětí řádově desítek mikrovoltů. Takto nízká napětí je nutno nejprve zesílit, aby je bylo možno dále zpracovat.
Problémem, který úzce souvisí s nízkou amplitudou sledovaných signálů, je rušení. V dnešní industrializované společnosti žijeme v prostředí, vyplněném „elektromagnetickým smogem“ všeho druhu; vysílají je nejen televizní a rozhlasové vysílače a mobilní telefony, ale i počítače a prakticky jakékoliv elektrické vedení. V nemocničním prostředí k tomuto rušení přispívá užití řady dalších elektrických přístrojů – elektroléčba, operační sály, anesteziologicko-resuscitační oddělení, rentgeny a další zobrazovací metody apod. jsou neustálými zdroji elektromagnetického rušení.
V minulých dobách bývalo pravidlem, že např. EEG přístroje se umísťovaly ve Faradayových klecích: původně se jednalo o klec z drátěného pletiva nebo drátěné mříže s pečlivě elektricky propojenými spoji a uzemněnou, která sloužila jako stínicí kryt. Faradayovu klec je možné řešit také umístěním uzemněného drátěného pletiva na omítku anebo pod ní. V současné době se použití takových stavebních úprav omezuje z důvodu finančních nákladů. Proto je nutno minimalizovat indukovaná rušivá napětí jednak konstrukcí přístroje, jednak pečlivým umístěním elektrod na těle pacienta.
Pro zesílení malých signálů se používá vstupní zesilovač. Jedním ze způsobů, jak minimalizovat vliv rušení, je použít k zesílení nízkých signálů vstupní zesilovač v diferenčním zapojení, zkráceně řečeno diferenční zesilovač. Jedná se o citlivý zesilovač s velkým napěťovým zesílením a se dvěma vstupy, jedním přímým (aktivním) a druhým invertovaným (referenčním). Diferenční zesilovač pracuje tak, že zesiluje napěťový rozdíl (diferenci) mezi oběma vstupy: od napětí na přímém vstupu odečte napětí na referenčním vstupu a pak zesílí pouze vzniklý rozdíl. Jeden smysl tohoto zapojení je v tom, že pokud se na oba vstupy přivede signál od elektrod a na oba vstupy se naindukuje stejně velké rušivé napětí, pak se toto rušivé napětí od sebe vzájemně odečte a na výstupu zesilovače se neprojeví.

### Kanály
Výstup příslušně zapojeného zesilovače (ať už se jedná o bipolární či unipolární zapojení) se nazývá kanál. V principu to znamená, že pro každý kanál potřebujeme jeden vstupní zesilovač. Kolika kanály je aparatura vybavena, tolik různých signálů může sejmout a zpracovat. Během postupu signálů jednotlivými kanály je možné signály v elektrické podobě různým způsobem upravovat. Typickou záležitostí je použití nastavitelných filtrů.

### Výkonové zesilovače, zapisovací zařízení
Po výstupu z filtrů je biosignál v tradičních aparaturách zesílen výkonovými (neboli výstupními) zesilovači, jejichž výstup má dostatečný výkon na pohybování pisátek v záznamovém zařízení. Záznamové zařízení je tradičně tvořeno válcem s navinutým rastrovaným papírem a mechanikou, která posouvá papír konstantní rychlostí jedním směrem (ven z přístroje). Po papíře se ve směru kolmém na směr pohybu papíru pohybují pisátka, jejichž okamžitá výchylka odpovídá okamžité velikosti biosignálu v příslušném kanálu (pisátek je zpravidla stejný počet, jako je počet kanálů). Tímto postupem dochází k tomu, že se biosignály, proměnlivé v čase, zapisují na pohyblivý papír a vykreslují tam graf příslušné funkce. Tím pádem je časově proměnlivý signál fixován do časově stálé křivky na papíře a může sloužit jako předloha pro vyhodnocení příslušným specialistou.

## EEG elektrody
Konstrukce elektrod závisí na způsobu jejich použití. Primárně je lze rozdělit na povrchové, podpovrchové a mikroelektrody. Podpovrchové elektrody mohou být podkožní (subdermální) anebo implantabilní. Povrchové elektrody jsou pak plovoucí (využívající vodivých past) a suché izolované nebo neizolované. Mikroelektrody jsou speciální elektrody zkonstruované pro měření například buněčného potenciálu jediného neuronu.
Na rozhraní s elektrodou vždy dochází ke změně vodivosti. Organismus se chová jako vodič druhé třídy (elektrický proud je tvořen pohybem nabitých iontů) a od elektrody vede proud vodič první třídy (pohyb volných elektronů). Toto rozhraní se principielně chová jako galvanický článek a vytváří rozdíl potenciálů o velikosti dané rovnicí
```
           

  

    

      

        
Δ

        
Φ

        
=

        

          
Φ

          

            
m

          

        

        
−

        

          
Φ

          

            
e

          

        

      

    

    
{\displaystyle \Delta \Phi =\Phi _{m}-\Phi _{e}}

  

```

Kde {\displaystyle \Phi _{m}} je potenciál elektrody a {\displaystyle \Phi _{e}} potenciál styčné plochy nebo roztoku.
S ohledem na ty to vlastnosti jsou vybírány materiály pro konstrukci elektrod. V současné době existují dvě skupiny plovoucích elektrod:
- Elektrody prvního druhu – Kovové elektrody pokryté kationty téhož kovu (např. vodíková, stříbrná)
- Elektrody druhého druhu – Elektrody s povrchovou vrstvou těžko rozpustné soli nebo hydroxidu, přičemž elektrolyt má s touto povrchovou vrstvou společný aniont (např. argentchloridová, kalomelová).

Suché elektrody nevyžadují použití vodivých past a konstruují se buď pouze s kovovým povrchem (neizolované) nebo s kovovým povrchem pokrytým vrstvou dielektrika (izolované). Taková elektroda pak klade vysoké nároky na vstupní odpor zesilovače (0,1–1) GΩ.

## Artefakty
Jako artefakt označujeme nežádoucí signál transponovaný na EEG záznam, mající svůj původ jinde než ve zkoumané oblasti. Rozlišujeme artefakty biologické a technické.
Artefakty technické
- Síťový brum – Artefakt síťového kmitočtu (v ČR 50 Hz) a jeho násobky. Pochází jak z vlastního EEG, tak ze spotřebičů v okolí zapojených do sítě. Může vznikat zejména při špatném uzemnění přístroje a ze záznamu se odstraňuje zařazením pásmové zádrže resp. dolní propusti.
- Šum přístroje – Každá elektronická součástka protékaná proudem generuje šum (vlivem tepla, nerovnoměrného průchodu proudu apod.). Tento šum nepříznivě ovlivňuje dosažitelnou citlivost přístroje. V případě přístroje EEG mají největší vliv na generaci šumu jeho vstupní obvody. Protože je šum součástek signálem náhodným, nelze jeho vliv odstranit.
- Elektrostatické potenciály – Jejich příčinou je nejčastěji špatný kontakt elektrody s měřeným subjektem, drift parametrů zesilovače v přístroji, nebo změny parametrů elektrod (např. polarizace) . Může se také vyskytnout v důsledku jakéhokoli pohybu elektrostaticky nabitých materiálů v blízkosti přístroje nebo měřeného subjektu.

Artefakty biologické
- Artefakty srdeční aktivity – Na záznam se transponuje signál s kmitočtem srdečních stahů. Amplituda signálu bývá nízká, tvar signálu ale může připomínat tzv. „hrot“ , který bývá jedním z faktorů naznačujících např. epilepsii. Proto je někdy současně s EEG záznamem pořizován i záznam EKG k určení těchto falešných signálů.
- Artefakty vyvolané pohybem očí – Oční bulva svým uspořádáním vytváří elektrický dipól, který při svém pohybu generuje do elektrod signál poměrně vysoké amplitudy. Vzhledem k umístění oka jsou těmito artefakty nejvíce zatíženy elektrody nad přední (frontální) částí lebky. Tyto signály lze ze záznamu odstranit, podobně jako EKG artefakty, současným záznamem a následným odečtením. Očními biopotenciály se zabývá samostatná disciplína – elektrookulografie (EOG). Ze záznamu (elektrookulogramu) je možné vypozorovat např. poruchy zraku či dyslexii. Využívá se ho také k rozpoznání jednotlivých fází spánku.
- Artefakty vyvolané svalovou aktivitou – Jejich příčinou je elektrické pole, generované při kontrakci svalu. Je nejčastěji se vyskytujícím artefaktem v EEG záznamu vůbec. Nejvýznamnější podíl na vzniku artefaktu mají obličejové svaly, zejména svaly čelistí , svaly okolo očí a jazyk. Měřením svalových biopotenciálů se zabývá elektromyografie (EMG). Tyto artefakty lze přirozeně odstranit uvolněním svalů.

## Použití
Monitorovaní a diagnostika různých stavů a chorob:
- vyzrálost CNS u dětí
- epilepsie
- poruchy spánku
- kóma
- mozková smrt